# Bleu de manganèse
Le bleu de manganèse est un pigment bleu à tendance verte, proche d'un bleu cæruleum mais plus vert.
Le violet de manganèse est un pyrophosphate de manganèse et d'ammonium.
Les couleurs obtenues à partir de manganèse sont toutes très siccatives. Déconseillées pour la peinture à l'huile, elles sont principalement utilisées à l'aquarelle.
La plupart des marchands de couleur vendent des bleu de manganèse imitation, fabriqué à partir de pigments organiques. 
Un nouveau pigment bleu à base de manganèse a été obtenu en 2009.

## Bleu de manganèse
CompositionLe bleu de manganèse est formé de cristaux mixtes de manganate et de sulfate de baryum (Colour Index PB33).
HistoireDécouvert en 1907, sa fabrication et sa commercialisation datent de quelques années avant la seconde Guerre mondiale. Il servait de substitut moins cher au céruléum. Il a été utilisé comme colorant de ciment, avant que les mesures de protection environnementale n'augmentent son coût de production au début des années 1970. C'est donc un bleu aujourd'hui très difficile à trouver (plus aucune marque d'aquarelle ne le propose).
CaractéristiquesSurtout utilisé à l'aquarelle. Peu couvrant, il est à préférer pur.
ToxicitéLa question de la toxicité du bleu de manganèse a été soulevée, mais il semble qu'il ne présente pas de danger.
Les nuanciers de marchands de couleur donnent ces illustrations : PB33, 0119 Manganese cerulean blue; imitations : 121 Manganese blue hue.

## Bleu Oregon
Un laboratoire de l'Université de l'Oregon a publié en 2009 un article sur la production d'un nouveau pigment de manganèse, nommé YInMn Blue ou Oregon blue, qu'ils annoncent comme stable, solide, non toxique, et avec des propriétés de réflectance supérieures dans l'infrarouge.
Il se base sur la cristallisation à 1 200 °C d'un oxyde de manganèse dans une configuration bipyramidale avec de l'yttrium et de l'indium.
Le pigment a une nuance similaire au bleu de cobalt, un peu plus lumineux avec un liant acrylique, mais une réflectance supérieure dans l'infrarouge proche, ce qui lui donne des applications particulières.

## Violet de Manganèse
CompositionLe violet de manganèse (PV16) est un pyrophosphate de manganèse et d'ammonium.
Noms commerciauxIl a été aussi connu comme violet minéral, violet permanent, violet de Bourgogne et violet de Nuremberg (PRV3, p. 440).
CaractéristiquesComme le bleu de manganèse, il est très siccatif.
Les nuanciers de marchands de couleur donnent ces illustrations : 112 violet de manganèse, 415 Mineral violet,  616 violet minéral clair (PV16), 915 violet minéral.